# Com la vida mateixa
Com la vida mateixa (títol original en anglès: Life as We Know It) és una pel·lícula estatunidenca de Greg Berlanti estrenada el 2010. Ha estat doblada i subtitulada al català.

## Argument
La primera cita d'Holly Bereson i Eric Messer igualment hauria hagut de ser l'última. Les úniques coses que els uneixen són la seva antipatia recíproca, i el seu amor per a Sophie, la seva fillola.
Un dia, tots dos es troben encarregats de vetllar de Sophie. Això els portarà a deixar les seves diferències de costat i a buscar un terreny d'entesa per viure sota el mateix sostre.

## Repartiment
- Katherine Heigl: Holly Berenson
- Josh Duhamel: Eric Messer
- Josh Lucas: Sam
- Christina Hendricks: Alison Novack
- Jean Smart

## Crítiques
- "Una nova aplicació mecànica de les inflexibles lleis genèriques de la comèdia romàntica en el seu vessant menys imaginatiu. (...) és la mateixa pel·lícula que vostè haurà vist ja... mil vegades?"[4]
- "La pel·lícula s'estanca en el to romàntic i previsible d'aquest tipus de productes, sense arestes ni sobresalts (...) Puntuació: ★★ (sobre 5)"[5]

- "Una comèdia romàntica que s'autoimposa uns reptes molt severs (en forma d'inesperats girs dramàtics) i decideix prendre algunes desviacions interessants per acabar arribant a un desenllaç previsible, però subtilment pervers en la seva formulació."[6]